# Martinià
Martinià (en llatí: Martinianus) fou un emperador romà de l'any 324, nomenat per Licini I, amb l'esperança que fos el seu successor, però quan Licini i Constantí I el Gran van entrar en guerra i aquest va vèncer, Martinià va córrer la mateixa sort que Licini.

## Títols
Martinià era un militar que estava al servei de l'emperador Licini I, amb el rang de magister officiorum. Licini governava els territoris de la meitat oriental de l'imperi mentre que el seu cunyat Constantí el Gran governava la meitat occidental. Les relacions entre tots dos feia temps que no eren bones, s'havien enfrontat en una guerra civil en la qual Licini havia sortit perdedor. La pau que va seguir va ser un període tens, de malfiança, i Licini es va preparar per un possible segon atac. Licini va pensar que estava en inferioritat d'organització respecte de Constantí, ja que ell tenia el seu fill Crisp per delegar funcions i, per compensar-ho, Licini va nomenar cèsar august a Martinià, dos títols d'un sol cop amb els quals volia assegurar la seva fidelitat i compartir funcions.Les inscripcions trobades en les monedes confirmen el màxim títol: D. N. MARTINIANUS P. F. AUG., que indicaria que després de cèsar fou elevat a august, cosa també coincident amb la narració de l'historiador Sext Aureli Víctor.

## Activitat militar
Com a reacció davant la derrota a Adrianòpolis, Licini va enviar Martinià al capdavant d'un exèrcit, format per auxiliars visigots, a Làmpsac (a la costa asiàtica de l'Hel·lespont) per evitar que Constantí s'apoderés de la flota i l'emprés per travessar des de Tràcia cap a Mísia i Bitínia a l'Àsia Menor. Això no obstant, va haver-hi una batalla naval a l'Hel·lespont en què Crisp, el fill de Constantí va destruir la flota de Licini. Després d'aquesta derrota, Licini va retirar les seves forces i va marxar cap a Calcedònia a la riba asiàtica del Bòsfor mentre Constantí assetjava la ciutat de Bizanci. Quan Constantí va guanyar la ciutat també va travessar el Bòsfor amb una flota lleugera que va construir expressament i va anar en persecució de l'exèrcit de Martinià. Licini va reclamar la presència de Martinià a Làmpsac, per tal de reforçar el gruix de l'exèrcit. No és clar si les forces de Martinià es van unir a les de Licini abans del 18 de setembre quan Licini fou derrotat de forma definitiva en la batalla de Crisòpolis.

## Mort
Gràcies a la intervenció de Constància, esposa de Licini i germana de Constantí, a Licini i Martinià se'ls va perdonar la vida. Licini fou empresonat a Tessalònica i Martinià a Capadòcia. Un temps després, Constantí va trencar la seva promesa i tots dos van ser sentenciats a mort, probablement la primavera del 325.